# Prionus fissicornis
Prionus fissicornis es una especie de escarabajo longicornio del género Prionus, tribu Prionini. Fue descrita científicamente por Haldeman en 1848.
Se distribuye por Canadá y Estados Unidos. Mide 25-40 milímetros de longitud. El período de vuelo ocurre en los meses de mayo a septiembre.